# رباطة الجأش

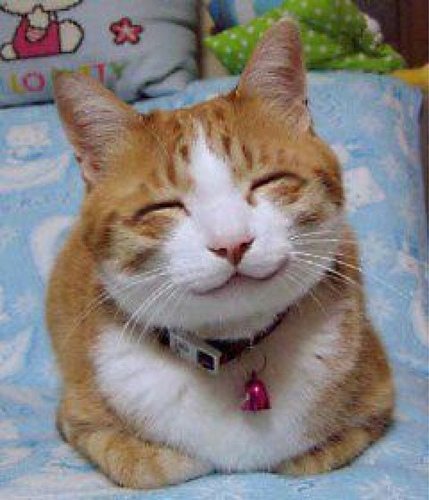

رباطة الجأش أو الرصانة أو الاتزان  (بالإنجليزية: Equanimity)‏ هي حالة من الاستقرار النفسي والرباطة الجسدية التي لا تؤثر عليها الخبرة أو التعرض للعواطف والألم، أو غيرها من الظواهر التي قد تتسبب في فقدان الآخرين لاتزانهم العقلي. كما أن فضيلة وقيمة رباطة الجأش يتم تمجيدها وتأييدها من قبل عدد من الأديان الرئيسية والفلسفات القديمة.

## علم أصل الكلمة
رَباطة ورِباطة (اسم): استقرار وثبات وتمالكٌ للنَّفس وعدمُ انفعال، ورِباطة الجأش: هدوء النَّفس وثبات القلب، سيطرة الشَّخص التامّة على قواه العقلية أو قدراته الحسِّيَّة أو مشاعره أو سلوكه وتصرّفاته
الجَأْش (اسم) والجمع جُؤوش: مصدر جَأْشٌ، والجَأْش: النفْس أَو القلب يٌقال هو رابط الجأْش: ثَابتٌ عند الشدائد.

## الهندوسية
يعرف مصطلح رباطة الجأش في الهندوسية (समत्व) (بالإنجليزية: Samatva)‏.
ويرد في الفصل الثاني الآية 48 من البهاغافاد غيتا النص التالي: (yoga-sthaḥ kuru karmāṇi saṅgaṁ tyaktvā dhanañ-jaya siddhy-asiddhyoḥ samo bhūtvā samatvaṁ yoga ucyate . Srila Prabhupada) والذي يٌترجمه أبهاي شارانارافيندا بهاكتيفيدانتا سوامي برابهوبادا على النحو التالي: قم بأداء ما عليك من الواجبات باتزان، يا أرجونا ، وتخلي عن التعلق بالنجاح أو الفشل. مثل هذا الاتزان يسمى يوغا.

## الرواقية
تُمثل رباطة الجأش مفهوم مركزي في الأخلاق الرواقية وعلم النفس. 

## البيرونية
في البيرونية يُستخدم مصطلح اضطراب الطمأنينة لمعني رباطة الجأش، بما يعني عدم لقلق أو التشوش. 

## البوذية
في البوذية تعتبر رباطة الجأش واحدًا من التوجهات الأربعة السامية

## اليهودية
يسلط العديد من المفكرين اليهود الضوء على أهمية رباطة الجأش (Menuhat ha-Nefesh أو Yishuv ha-Da'at) كأساس ضروري للتطور الأخلاقي والروحي. وتحظى فضيلة رباطة الجأش باهتمام خاص في كتابات الحاخامات مثل الحاخام بعل شيم توف ورابي سيمشا زيسيل زيف.

## المسيحية
عرّف صموئيل جونسون رباطة الجأش على أنها «اتساق العقل، لا مبتهج ولا مكتئب». وفي الفلسفة المسيحية تعتبر رباطة الجأش ضرورية لتنفيذ الفضائل اللاهوتية للوداعة، والرضا، والاعتدال، والإحسان.

## الإسلام
يشتق مصطلح الإسلام من كلمة الكلمة العربية أسلم، والتي تدل على السلام الذي يأتي من الاستسلام التام والقبول. والمسلم الحقيقي يمكن أن يدرك أن كل شيء يحدث هو معني بالحدوث، وأن كل ذلك ينبع من حكمة الله النهائية. وبالتالي ، فإن كون المرء مسلماً حقيقياً يمكن فهمه على أنه يعني أن المرء يعيش حالة من الاتزان ورباطة الجأش.